# Resina de bescanvi iònic

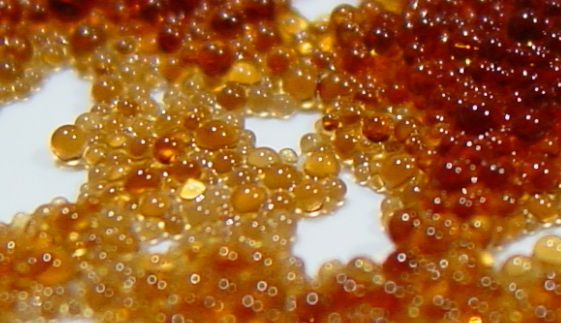
Trossets de resina de bescanvi iònic

Una resina de bescanvi iònic o un polímer de bescanvi iònic és una matriu insoluble (o estructura de suport) normalment en la forma de petits trossets (beads) d'1–2 mm de diàmetre, normalment blancs o groguencs, fabricats a partir d'un substrat de polímer. Aquest material té porus en la seva superfície on els ions queden atrapats i des d'on també s'alliberen. L'atrapament dels ions té lloc només amb l'alliberament simultani d'altres ions; per això el procés s'anomena de bescanvi d'ions. Hi ha molts tipus diferents de resines de bescanvi iònic els quals es fabriquen per a preferir selectivament un o diferents tipus d'ions.

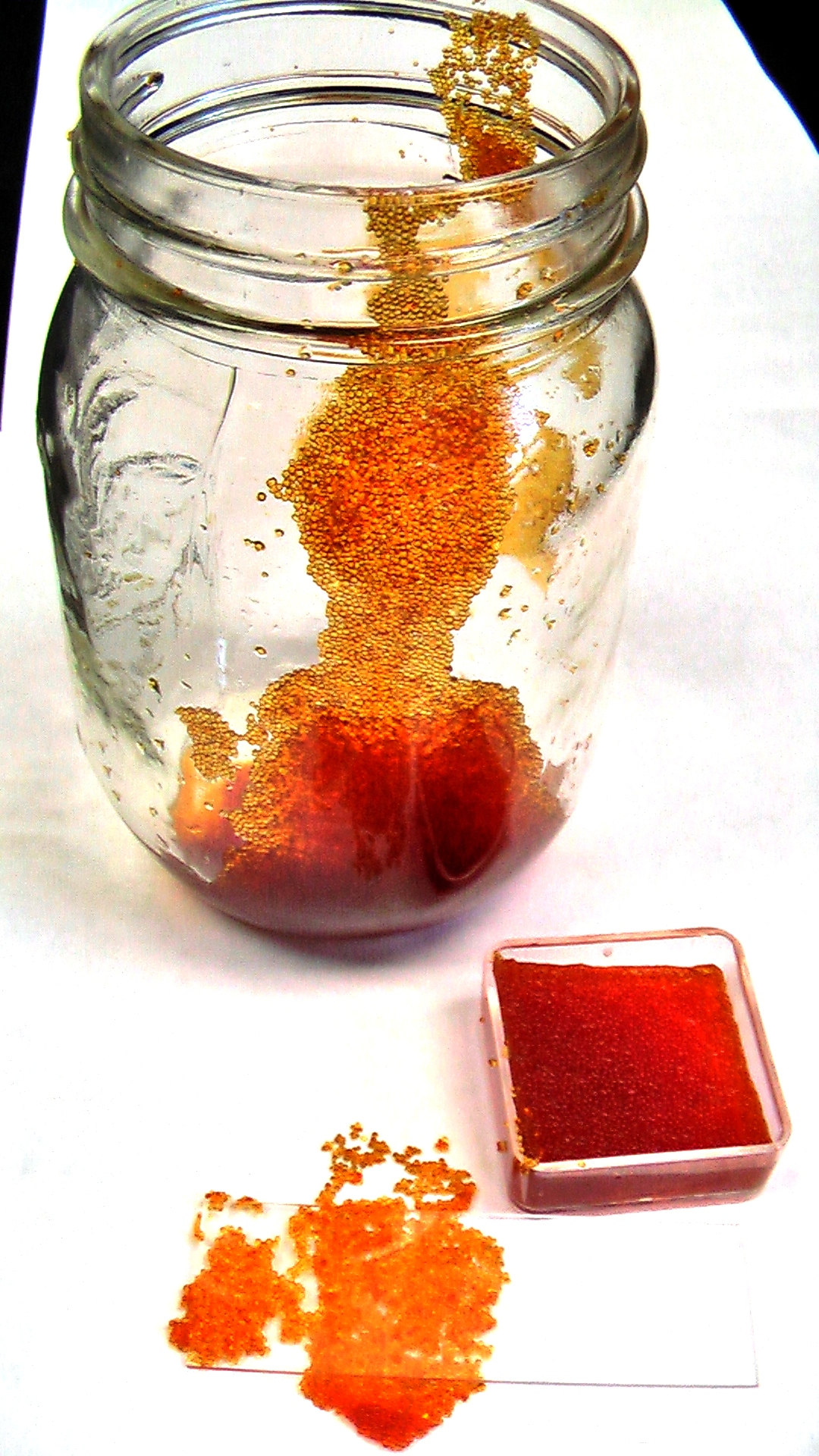
Trossets de resina de bescanvi iònic

Les resines de bescanvi iònic es fan servir molt en diferents processos de descontaminació, purificació i separació. El més comú és el de purificació o per disminuir la duresa de l'aigua. En molts casos s'han introduït les resines de bescanvi iònic en substitució de la zeolita natural o artificial.

## Tipus
- Molt àcides (typically, grups d'àcid sulfònic, per exemple sulfonat poliestirè de sodi o polyAMPS)
- Molt bàsiques, (grups amino quaternaris, per exemple, grups de trimetilamoni,per exemple polyAPTAC)
- Feblement àcides (majoritàriament grups d'àcid carboxílic)
- Feblement bàsiques (grups amino primaris, secundaris i/o terciaris, per exemple amina de polietilè)

També hi ha grups especialitzats:
- resines quelatants (àcid iminodiacètic, tiourea, i molts d'altres)

## Ús en medicina i farmàcia
Com a ingredients actius s'utilitzen tres resines d'intercanvi d'ions, poliestirè sulfonat sòdic, colestipol i colestiramina. El poliestirè sulfonat sòdic (Resincalcio) és una resina d'intercanvi iònic fortament àcida i s'utilitza per tractar la hiperpotassèmia. El colestipol i la colestiramina (Efensol, Resincolestiramina) són resines d'intercanvi iònic bàsiques i es fan servir per tractar la hipercolesterolèmia el tractament de la diarrea crònica deguda a malabsorció d'àcids biliars; i es coneixen com a segrestants d'àcids biliars.